# Death Race 2050
Death Race 2050 is een Amerikaanse satirische-actiefilm uit 2017, geregisseerd door G.J. Echternkamp. Het is een vervolg op de film Death Race 2000 uit 1975. Beide films zijn geproduceerd door Roger Corman, die de film omschreef als "een autoracefilm met wat zwarte humor". De films zijn gebaseerd op het korte verhaal The Racer van Ib Melchior.

## Verhaal
In 2050 wordt de United Corporations of America geteisterd door overbevolking en een werkloosheidspercentage van 99,9 procent. Een jaarlijks evenement genaamd "The Death Race" zorgt voor zowel amusement als bevolkingsbeheersing en wordt door bijna alle bewoners bekeken. Dit evenement dat zich afspeelt van Old New York naar New Los Angeles, zijn alle schietincidenten toegestaan, combineert autoraces, moord op deelnemers en burgers en wordt allemaal uitgezonden op televisie. De winnaar wint de hoogste titel en het recht om een van zijn wensen in vervulling te laten gaan. De kampioen van deze race en favoriet van deze nieuwe editie is nog steeds Frankenstein. Aan het einde van deze race hoopt hij eindelijk te kunnen buigen en dit systeem te verlaten. Maar dat is zonder te rekenen op het verraad, de aanslagen door verzetsstrijders en deelnemers die hem dit jaar te wachten staan.

## Rolverdeling
| Acteur             | Personage                                                                  |
| ------------------ | -------------------------------------------------------------------------- |
| Manu Bennett       | Frankenstein                                                               |
| Malcolm McDowell   | leider van de United Corporations of America (een parodie op Donald Trump) |
| Marci Miller       | Annie Sullivan                                                             |
| Burt Grinstead     | Jed Perfectus                                                              |
| Folake Olowofoyeku | Minerva Jefferson                                                          |
| Anessa Ramsey      | Tammy "The Terrorist"                                                      |
| Yancy Butler       | Alexis Hamilton                                                            |
| Charlie Farrell    | J.B                                                                        |
| Shanna Olson       | Grace Tickle                                                               |
| Leslie Shaw        | Eve Rocket                                                                 |

## Productie
Roger Corman kreeg het idee voor een vervolg op de originele film toen hij werd geïnterviewd door een Italiaanse journalist die opmerkte dat The Hunger Games overeenkomsten vertoonde met Death Race 2000. De opnames begonnen op 8 februari 2016 in Lima, Peru.

## Ontvangst
Op Rotten Tomatoes heeft Death Race 2050 een waarde van 86% en een gemiddelde score van 6,80/10, gebaseerd op 7 recensies.